# Nervus fibularis communis
Der Nervus fibularis communis (lat., „gemeinsamer Wadenbeinnerv“, Synonym: Nervus peron(a)eus communis) ist einer der beiden Hauptäste des Nervus ischiadicus. Der andere Ast ist der Nervus tibialis. Der N. fibularis communis zieht seitlich des Knies, am Wadenbeinkopf vorbei und entsendet den Nervus cutaneus surae lateralis. Am Wadenbein teilt er sich in seine beiden Hauptäste:
- Nervus fibularis superficialis und
- Nervus fibularis profundus

## Nervus fibularis profundus
Der Nervus fibularis profundus (Syn. Nervus peron(a)eus profundus, tiefer Wadenbeinnerv, auch Flipflop-Nerv) versorgt die Muskeln, die den Fußrücken dem Schienbein annähern und die Strecker der Zehengelenke:
- Musculus tibialis anterior
- Musculus extensor digitorum longus
- Musculus extensor digitorum brevis
- Musculus extensor digitorum lateralis (fehlt beim Menschen)
- Musculus peronaeus tertius
- Musculus extensor hallucis longus
- Musculus extensor hallucis brevis

Bei Hunden und Katzen innerviert er auch den Musculus peronaeus longus und Musculus peronaeus brevis, die beim Menschen vom oberflächlichen Wadenbeinnerv versorgt werden.
Beim Menschen versorgt der Nerv auch die Haut zwischen der ersten (N. cutaneus hallucis lateralis) und zweiten Zehe (N. cutaneus digiti secundi medialis) sensibel.
Eine Lähmung des Nervus peroneus profundus führt zu einer Streckstellung im Sprunggelenk, die Fußspitze und der äußere Fußrand sind gesenkt („Pes equinovarus“). Bei Tieren kommt es zu einer Streckung im Sprunggelenk und einer Beugehaltung der Zehen, wodurch der Fuß mit dem Fußrücken aufgesetzt wird (sogenanntes „Überköten“). Der in der Tierneurologie wichtige Tibialis-cranialis-Reflex wird vom Nervus peroneus profundus vermittelt.

## Nervus fibularis superficialis
Der Nervus fibularis superficialis (Syn. Nervus peron(a)eus superficialis, oberflächlicher Wadenbeinnerv) innerviert beim Menschen den
- Musculus fibularis longus und den
- Musculus fibularis brevis.

Außerdem innerviert der Nerv umschriebene Hautbereiche des Unterschenkels und des Fußrückens. Bei Haussäugetieren hat er nur die letztgenannte Funktion, d. h., er ist rein sensibel.